# فلورا (اورگن)
فلورا (به انگلیسی: Flora) یک منطقهٔ مسکونی در ایالات متحده آمریکا است که در شهرستان والووا، اورگن واقع شده‌است. فلورا ۱٬۳۲۵٫۹ متر بالاتر از سطح دریا واقع شده‌است.